# Apocalypse Please
Apocalypse Please — песня британской альтернативной рок-группы Muse с их третьего альбома Absolution. Написана лидером группы — Мэттью Беллами. Концертная (live) версия песни была выпущена как сингл только для загрузки через официальный веб-сайт Muse 23 августа 2004 года. 70% доходов были пожертвованы Oxfam — организации, борющейся с нищетой, голодом и социальной несправедливостью.

## Список композиций
1. «Apocalypse Please (live)» — 4:48